# Le Luxe II
Le Luxe II est un tableau réalisé par le peintre français Henri Matisse en 1907-1908. Cette détrempe sur toile représente trois femmes nues selon une composition similaire à celle du Luxe I. Présentée à l'Armory Show en 1913, elle est brûlée en effigie par des étudiants à Chicago à cette occasion. Elle est aujourd'hui conservée au Statens Museum for Kunst, à Copenhague.
La peinture apparaît dans L'Atelier rose et L'Atelier rouge, deux toiles que Matisse réalise en 1911 et qui représentent son nouvel atelier à Issy-les-Moulineaux, décoré de plusieurs peintures antérieures encore en sa possession.

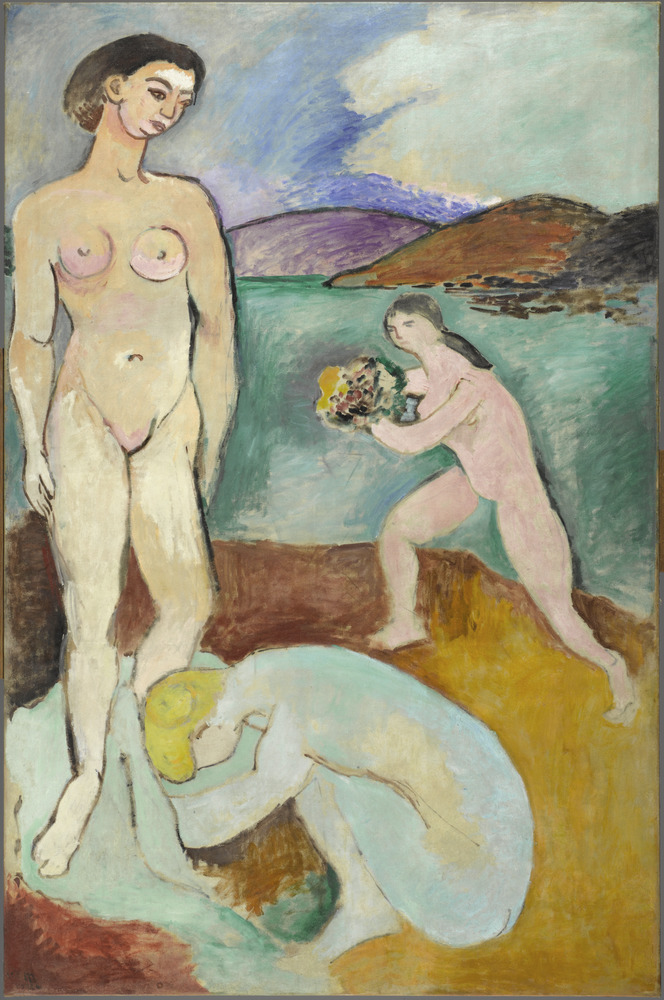
Le Luxe I, 1907 – Musée national d'Art moderne, Paris.
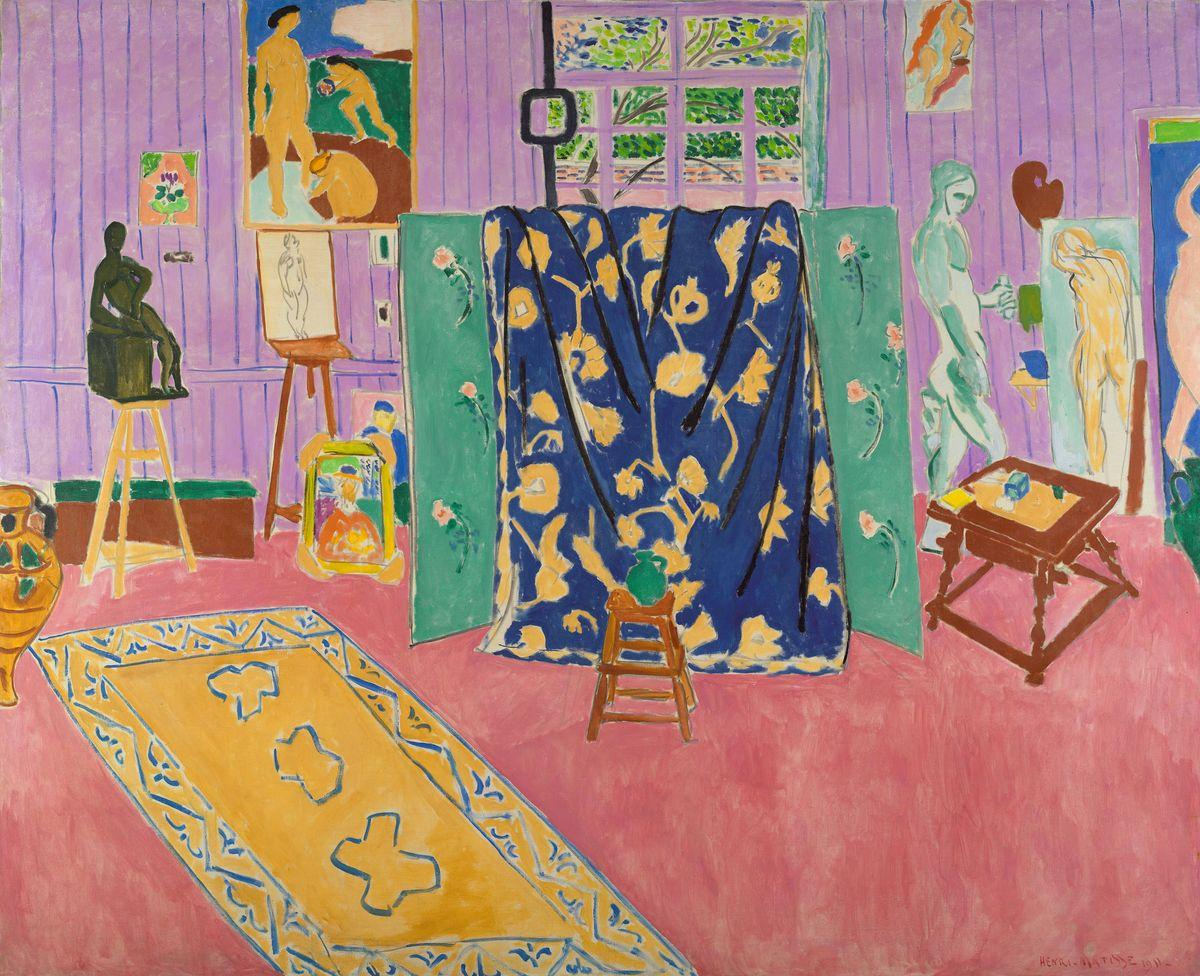
L'Atelier rose, 1911 – Musée des Beaux-Arts Pouchkine, Moscou.
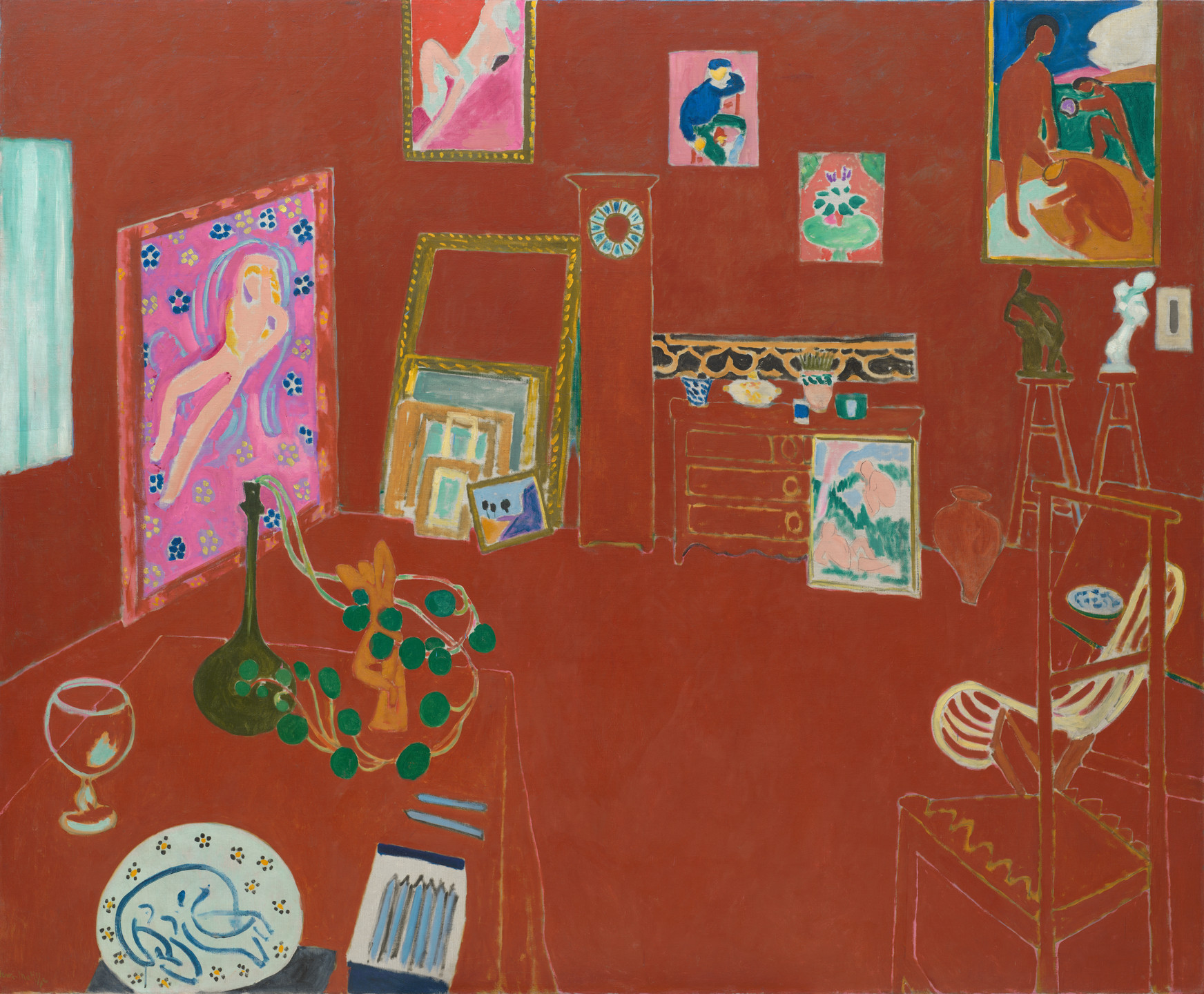
L'Atelier rouge, 1911 – Museum of Modern Art, New York.

L

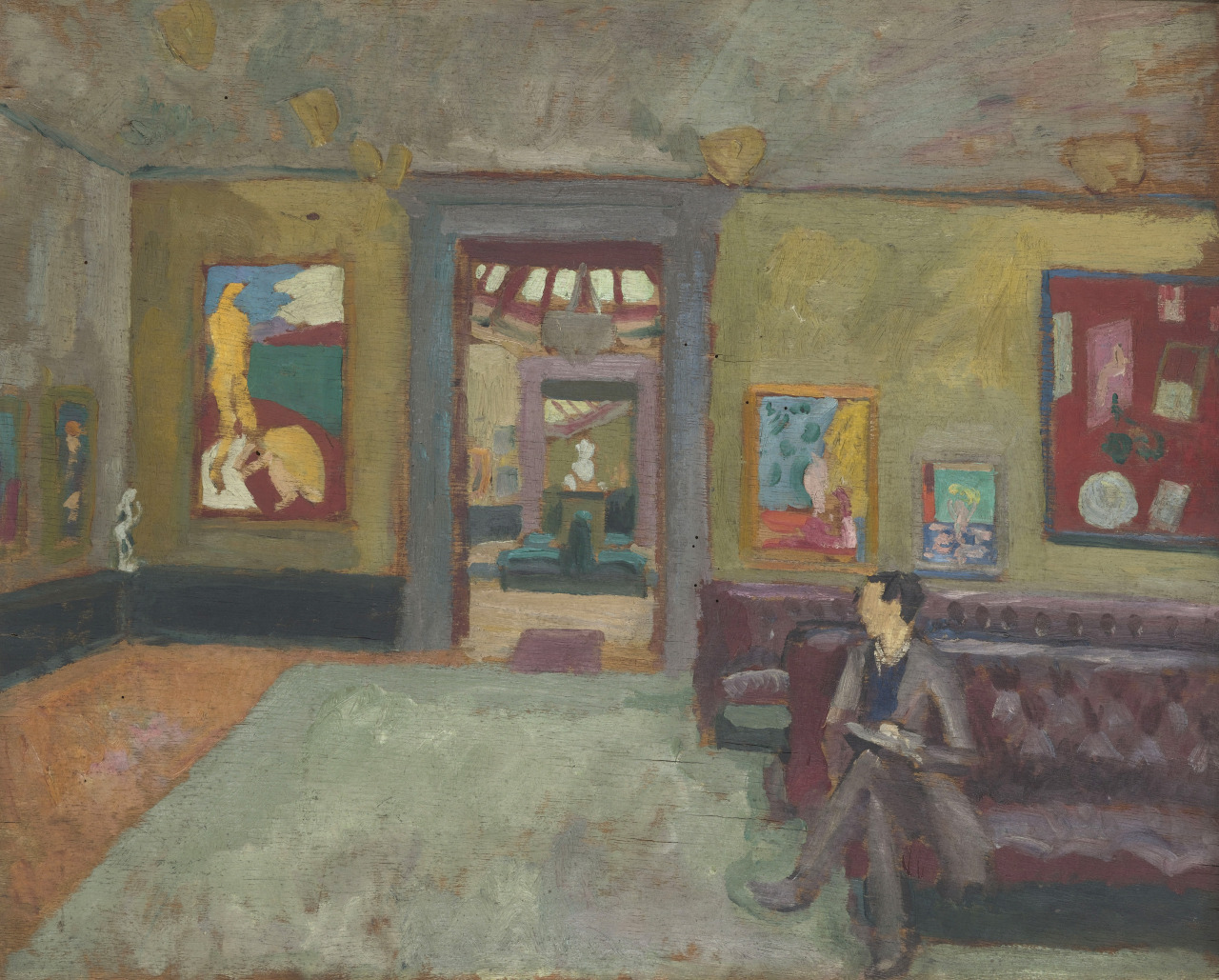
Roger Fry, The Matisse Room, Second Post-Impressionist Exhibition at Grafton Galleries

Le tableau apparait sur un tableau de Roger Fry